# Première bataille de Maturín
Pour les articles homonymes, voir Bataille de Maturín.
Campagne d'Orient (1813)
(Guerre d'indépendance du Venezuela)
Batailles
m
- Güiria
- Irapa
- Maturín (1re)
- Maturín (2e)
- Alto de Los Godos

La première bataille de Maturín est un affrontement militaire de la guerre d'indépendance du Venezuela entre les républicains vénézuéliens commandés par Manuel Piar et les forces royalistes espagnoles dirigées par Antonio Zuazola (es). Livrée le 20 mars 1813 dans le cadre de la campagne d'Orient, effectuée par Santiago Mariño pour libérer la partie orientale du Venezuela du joug espagnol, c'est la première tentative des royaliste pour reprendre le contrôle de la ville de Maturín.

## Contexte
Après la prise des villes de Güiria par Santiago Mariño, le 13 janvier 1813, et d'Irapa par José Francisco Bermúdez (es), le frère de ce dernier, José Bernardo Bermúdez, a conquis le 2 février 1813 la ville de Maturín, dans l'actuel État de Monagas, au nord-est du Venezuela. Mais les Espagnols vont tout faire pour la reprendre.

## Déroulement
Antonio Zuazola (es), nommé gouverneur de Barcelona par Domingo Monteverde après la réussite de sa campagne militaire, attaque la ville le 20 mars 1813 à la tête de 1 500 soldats.
La garnison républicaine de la ville, forte de 300 hommes, commandée par Manuel Piar, réussit à repousser l'assaut royaliste.

## Conséquences
Après la bataille, la ville de Maturín demeure sous le contrôle des républicains.